# Ceritmüminli, Keskin
Ceritmüminli là một xã thuộc huyện Keskin, tỉnh Kırıkkale, Thổ Nhĩ Kỳ. Dân số thời điểm năm 2010 là 541 người.